# 伊利穆達火山
伊利穆達火山是印度尼西亞的火山，位於弗洛勒斯島東部勒沃托比火山以北6.5公里，海拔高度1,100米，火山口闊1公里、深450米，火山口東北部邊緣有火山噴氣孔，沒有火山爆發的記錄。